# 霍普福爾斯 (紐約州)
霍普福爾斯（英語：Hope Falls）是位於美國紐約州漢密爾頓縣的非建制地區。

## 歷史
霍普福爾斯的郵局於1850年設立，其後於1915年停運。

## 地理
霍普福爾斯所處的海拔為高於海平面258米（即846英呎），而該地所採用的時區為UTC-5，即北美东部时区（EST）。同時該地設有夏令時間，為UTC-5調快一小時，即UTC-4（EDT）。